# Conde da Serra da Tourega
Conde da Serra da Tourega é um título nobiliárquico criado por D. Carlos I de Portugal, por Decreto de 26 de Dezembro de 1889, em favor de Estêvão António Tormenta Pinheiro, 1.º Visconde da Serra da Tourega, proprietário em Évora.
O Viscondado prévio tinha sido outorgado por D. Luís I por Decreto de 5 de Fevereiro de 1880. 

## Visconde da Serra da Tourega (1880)

### Titulares
1. Estêvão António Tormenta Pinheiro, 1.º Visconde e Conde da Serra da Tourega

## Conde da Serra da Tourega (1889)

### Titulares
1. Estêvão António Tormenta Pinheiro, 1.º Visconde e Conde da Serra da Tourega
2. José Gabriel de Sousa e Sande Nunes Barata, 2.º Conde da Serra da Tourega
3. Maria Teresa da Conceição Nunes Barata, 3.ª Condessa da Serra da Tourega